# Portraits de Jean Ier et Frédéric III de Saxe
Les Portraits de Jean Ier et Frédéric III de Saxe sont un double-portrait peint à l'huile sur panneau (20 x 15 cm) par l'artiste allemand de la Renaissance Lucas Cranach l'Ancien et son atelier. Le tableau est signé et daté de 1533, il est conservé dans la Galerie des Offices à Florence.

## Histoire et description
Cranach a renouvelé le style du portrait officiel en représentant les protagonistes de la Réforme, ou (comme ici) les princes-électeurs, avec un efficace effet de propagande.
Le double portrait de Jean Ier et Frédéric III de Saxe montre les deux personnages, chacun tourné de trois quarts vers l'autre, avec en haut deux cartels expliquant les noms et en bas des textes avec de longues inscriptions.
Les portraits sont clairement stylisés, avec des visages écrasés sous les cheveux et la barbe, des chapeaux et des vêtements presque identiques. Cependant, la composition n'est pas équilibrée par une grande qualité picturale, ce qui plaide en faveur d'une œuvre d'atelier, en dépit de la marque du serpent ailé, typique du peintre, dans le portrait de Frédéric III.